# لودفيغ سيمون
لودفيغ سيمون (بالألمانية: Ludwig Simon)‏ هو محامي وسياسي ألماني، ولد في 20 فبراير 1819 في زارلوييس في ألمانيا، وتوفي في 2 فبراير 1872 في مونترو في سويسرا. انتخب عضو برلمان فرانكفورت.